# Сорные растения

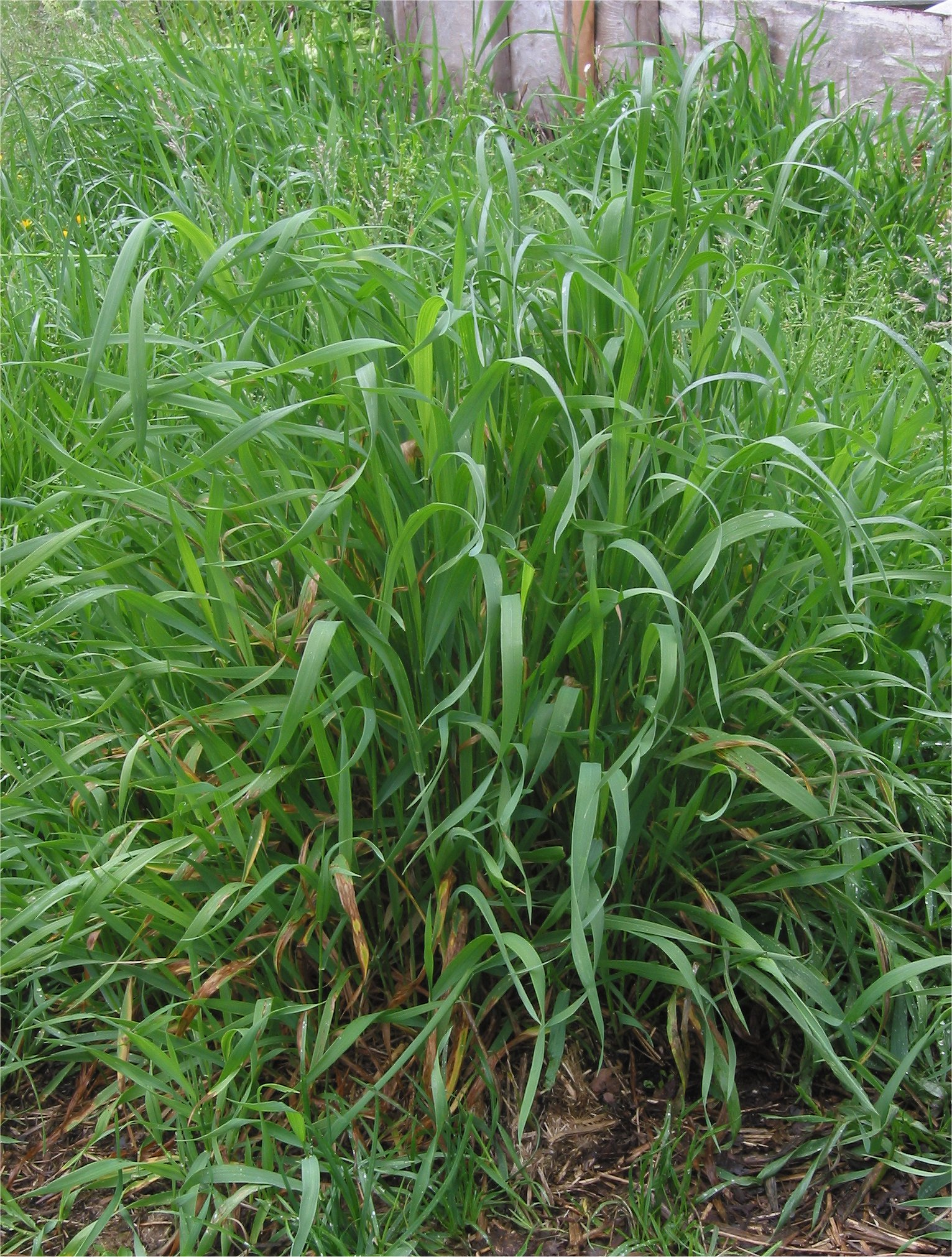
Пырей ползучий — один из самых известных сорняков

Со́рные расте́ния, или сорняки́ (от «сор»), — дикорастущие растения, обитающие на землях, используемых в качестве сельскохозяйственных угодий (огород). Вред, который наносят сорные растения, связан как со снижением урожайности, так и с ухудшением качества сельскохозяйственной продукции. Сорность растения — субъективное понятие, так как один и тот же вид растений может быть желанным или нежелательным для человека в различных условиях произрастания.
Засори́тели — растения одной культуры на поле другой.

## Термины
На основе ГОСТ 21507-2013. Защита растений. Термины и определения:
- Сорное растение: нежелательное для человека растение, обитающее на землях, используемых в качестве сельскохозяйственных угодий, для лесоразведения или отдыха.
- Засорённость посева: количество сорных растений или их масса на единицу площади посева.
- Засорённость почвы: количество семян сорных растений и их органов вегетативного размножения в почве на единицу площади или объёма.
- Исходная засорённость посева [почвы, семян]: засорённость посева [почвы, семян] перед проведением мероприятий по уничтожению сорных растений.
- Запас семян сорных растений в почве: количество семян сорных растений в почве на единицу площади.

## Биологические особенности сорняков
- Высокая семенная продуктивность
- Различные способы распространения
- Высокая сохранность семян в почве
- Наличие периода биологического покоя
- Способность размножаться вегетативным путём

## Ущерб
Сорняки или сорные растения наносят вред другим культурным растениям. Некоторые сорняки имеют корни, которые уходят очень глубоко под почву и поглощают огромное количество воды и питательных веществ, отбирая их у других растений. Также сорняки отбирают у других растений влагу и питательные вещества, из-за чего культурные растения желтеют, засыхают и погибают. Есть растения-паразиты, например, повилика и заразиха. Некоторые сорняки ядовиты, а потому могут быть опасны для скота (на пастбищах) или человека (если в ходе уборки урожая контаминируют его; пример — плевелы).

## Классификация по биогруппам

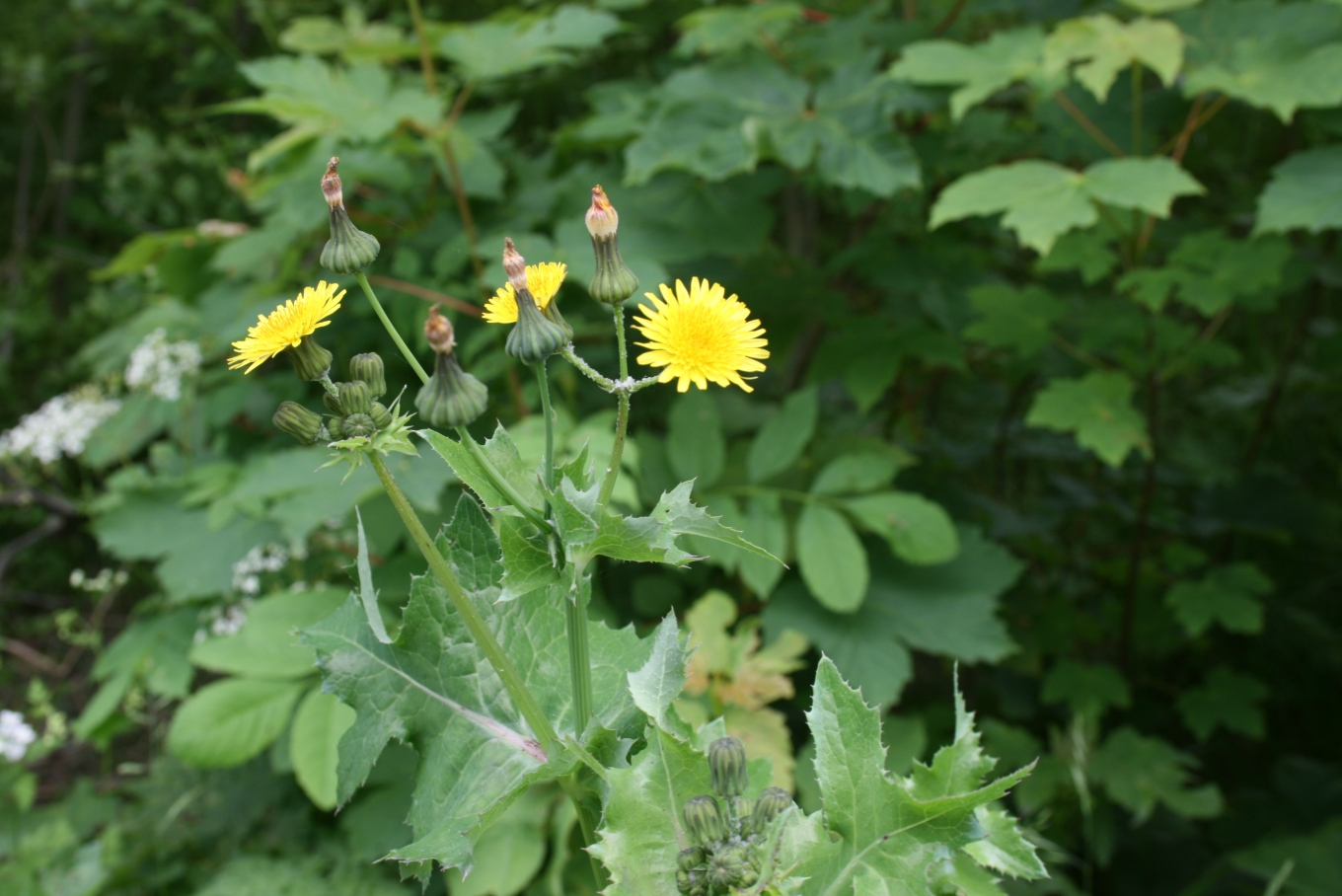
Осот огородный

Ботаническая классификация растений не подходит для практической деятельности по борьбе с сорняками. Поэтому сорные растения классифицируют по особенностям роста, размножения, распространения и возобновления, то есть, по биогруппам.

### Паразиты
- Стеблевые паразиты. Представитель — повилика.
- Корневые паразиты. Представитель — заразиха.

### Непаразиты
Одно- и двулетние
- Эфемеры — растения с очень коротким вегетационным периодом, способные давать за лето несколько поколений. Представитель — звездчатка средняя.
- Яровые ранние — всходят ранней весной и дают семена раньше или одновременно с основной культурой. Представители — желтушник левкойный, куколь обыкновенный, лебеда раскидистая, овсюг, мятлик однолетний, горец шероховатый, марь белая, горец вьющийся, пикульник обыкновенный, дымянка аптечная, горец птичий, горчица полевая, торица обыкновенная, плевел опьяняющий, подмаренник цепкий, редька дикая, сушеница топяная.
- Яровые поздние — всходят при достаточном прогревании почвы и дают семена после уборки основной культуры. Представители — амброзия полыннолистная, галинсога мелкоцветная, ежовник петушье просо, щирица запрокинутая, щетинник сизый.
- Озимые — растения, для развития которых необходим период покоя с низкими температурами (зима), без которого невозможно их дальнейшее развитие. Представители — костёр ржаной, метлица обыкновенная.
- Зимующие — растения, которые при прорастании в конце лета развиваются, как озимые, а при прорастании в начале лета — как яровые. Представители — живокость полевая, василёк синий, клоповник мусорный, бородавник обыкновенный, ромашка непахучая, пастушья сумка обыкновенная, фиалка полевая, ярутка полевая.
- Двулетние — растут в течение двух лет. В первый год накапливают большое количество органических веществ. В случае прорастания в конце лета — дважды проходят зимовку. Представители — донник лекарственный, липучка ежевидная.

Многолетние
- Корневищные — имеют подземный побег — корневище и в основном размножаются вегетативно благодаря ему. Представители — мать-и-мачеха, пырей ползучий, свинорой пальчатый, сныть обыкновенная, сорго алепское, тысячелистник обыкновенный, хвощ полевой.
- Корнеотпрысковые — имеют стержневой корень с расходящимися радиально боковыми корнями, имеющими почки возобновления. Представители — щавелёк малый, бодяк полевой, вьюнок полевой, горчак ползучий, льнянка обыкновенная, осот полевой, сурепка обыкновенная.
- Ползучие — размножаются вегетативно, благодаря ползучим наземным побегам. Представители — будра плющевидная, лапчатка гусиная, лютик ползучий.
- Кистекорневые — многолетние сорняки с мочковатой корневой системой и семенным размножением. Представители — лютик едкий, подорожник большой.
- Стержнекорневые — многолетние сорняки со стержневой корневой системой и семенным размножением. Представители — одуванчик лекарственный, полынь горькая, цикорий обыкновенный, щавель курчавый.
- Клубневые — многолетние сорняки, органами вегетативного размножения которых являются клубни. Представитель — чистец болотный.
- Луковичные — имеют луковицу, служащую для накопления органических веществ. Представитель — лук круглый.

## Борьба с сорными растениями
Борьба с сорняками проводится только в случае превышения ими экономического порога вредоносности, то есть когда прибавка урожая от применяемых мер борьбы покроет расходы на них. Существуют различные меры борьбы с сорняками.

### Физические меры
Сорные растения уничтожаются путём изменения физической среды. Сюда входит борьба выжиганием, токами высокой частоты и др.

### Механические меры
Заключаются в механическом воздействии на сорняки или на почву.
- Провокация — побуждение семян сорняков и засорителей к прорастанию и затем уничтожение всходов сорняков. Провокация проводится лущильниками. Лущильники засыпают семена сорняков, находящиеся на поверхности земли после уборки основной культуры, провоцируя таким образом их к прорастанию. Затем производится запашка проростков или всходов при основной обработке почвы.
- Высушивание и вымораживание — заключается в вытаскивании на поверхность корней сорняков рабочими органами культиваторов. Оказавшиеся на поверхности корни растений подвергаются воздействию воздуха.
- Истощение — многократное подрезание сорняков рабочими органами культиваторов. Сорное растение, подрезанное впервые, прорастает за счёт запаса органических веществ. В это время проводят следующее подрезание. Подрезанное вторично растение уже не имеет запаса органических веществ и гибнет. При необходимости проводят дальнейшие подрезания.
- Удушение — измельчение дисковыми лущильниками сорняков. После этого, как только каждый обрезок прорастёт, следует запашка.
- Довсходовое боронование — боронование перед появлением всходов. Применяют сетчатые облегчённые бороны.
- Послевсходовое боронование — боронование по всходам. При этом уничтожается до 15 % основной культуры.
- Мульчирование.

### Химические меры
Заключаются в применении химических веществ, уничтожающих сорняки, — гербицидов.

### Фитоценотические меры
Создаются условия, при которых увеличивается конкурентоспособность культурных растений.

### Экологические меры
Изменение почвенных условий, благоприятное для культурных растений и вредное для сорняков.

### Организационные
- Картирование — создание карт с нанесением на них сведений о количестве сорняков и их плотности с целью разработки мероприятий по борьбе с сорняками.
- Очистка семенного материала — проводится отсев семян сорняков с целью недопущения их высева при посеве основной культуры.
- Своевременная и правильная уборка урожая — при этом обеспечивается наименьшее попадание семян сорняков в ворох.
- Подготовка кормов к скармливанию — в корме должно быть как можно меньше способных к прорастанию семян сорняков, которые могут впоследствии попасть в навоз.
- Хранение и подготовка навоза к внесению — при этом должна быть обеспечена наибольшая гибель семян сорняков.